# Satz von der majorisierten Konvergenz
Der Satz von der majorisierten Konvergenz (auch Satz von der majorisierenden Konvergenz, Satz von der dominierten Konvergenz oder Satz von Lebesgue) ist eine zentrale Grenzwertaussage in der Maß- und Integrationstheorie und geht auf den französischen Mathematiker Henri Léon Lebesgue zurück.
Der Satz liefert ein Entscheidungskriterium für die Vertauschbarkeit von Integral- und Grenzwertbildung.

## Die formale Aussage des Satzes
Sei {\displaystyle (\Omega ,{\mathcal {A}},\mu )} ein Maßraum und sei {\displaystyle \left(f_{n}\right)} eine Folge von {\displaystyle {\mathcal {A}}}-messbaren Funktionen {\displaystyle f_{n}\colon \Omega \to \mathbb {R} \cup \{\infty \}}.
Die Folge {\displaystyle \left(f_{n}\right)} konvergiere {\displaystyle \mu }-fast überall gegen eine {\displaystyle {\mathcal {A}}}-messbare Funktion {\displaystyle f}. Ferner werde die Folge {\displaystyle \left(f_{n}\right)} von einer {\displaystyle \mu }-integrierbaren Funktion {\displaystyle \,g} auf {\displaystyle \,\Omega } majorisiert, sprich für alle {\displaystyle n\in \mathbb {N} } gelte {\displaystyle |f_{n}|\leq g} {\displaystyle \mu }-fast überall. Beachte, dass bei der hier verwendeten Definition von Integrierbarkeit der Wert {\displaystyle \infty } ausgeschlossen ist, das heißt {\displaystyle \textstyle \int _{\Omega }|g|\,d\mu <\infty }.
Dann sind {\displaystyle f} und alle {\displaystyle f_{n}\,\mu }-integrierbar und es gilt:
{\displaystyle \lim _{n\rightarrow \infty }\int _{\Omega }{|f_{n}-f|}\,d\mu =0}    
Dies impliziert auch, dass
{\displaystyle \lim _{n\rightarrow \infty }\int _{\Omega }{f_{n}\,}d\mu =\int _{\Omega }{f\,}d\mu }
gilt.

## Bemerkung zu den Voraussetzungen
- Auf die Voraussetzung der Majorisierbarkeit {\displaystyle |f_{n}|\leq g} kann nicht verzichtet werden. Als Beispiel dient die Folge {\displaystyle (q_{n})_{n\in \mathbb {N} }}, definiert durch {\displaystyle q_{n}\colon \mathbb {R} \rightarrow \mathbb {R} ,q_{n}:=n\chi _{(0,{\tfrac {1}{n}})}}, wobei {\displaystyle \chi _{(0,{\tfrac {1}{n}})}} die Indikatorfunktion auf {\displaystyle (0,{\tfrac {1}{n}})} bezeichne. Es gilt {\displaystyle \textstyle \lim _{n\to \infty }q_{n}=0} überall, aber dennoch ist

{\displaystyle \lim _{n\to \infty }\int _{\mathbb {R} }q_{n}\,d\lambda =\lim _{n\to \infty }1=1\neq 0=\int _{\mathbb {R} }0\,d\lambda =\int _{\mathbb {R} }\lim _{n\to \infty }q_{n}\,d\lambda }.
- Auf die Voraussetzung, dass die Funktion {\displaystyle f} messbar ist, kann man verzichten, wenn stattdessen bekannt ist, dass {\displaystyle (\Omega ,{\mathcal {A}},\mu )} ein vollständiger Maßraum ist, weil dann die Funktion {\displaystyle f} automatisch messbar ist. Ebenso folgt die Messbarkeit von {\displaystyle f}, falls bekannt ist, dass die Folge überall, und nicht nur fast überall gegen {\displaystyle f} konvergiert.

## Majorisierte Konvergenz inLp-Räumen (Folgerung)
Sei {\displaystyle (\Omega ,{\mathcal {A}},\mu )} ein Maßraum, {\displaystyle 1\leq p<\infty } und sei {\displaystyle \left(f_{n}\right)} eine Folge von {\displaystyle {\mathcal {A}}}-messbaren Funktionen {\displaystyle f_{n}:\Omega \to \mathbb {R} \cup \{\infty \}}.
Weiter konvergiere die Folge {\displaystyle \left(f_{n}\right)} {\displaystyle \mu }-fast überall gegen eine {\displaystyle {\mathcal {A}}}-messbare Funktion {\displaystyle f}, und die Folge {\displaystyle \left(f_{n}\right)} werde von einer Funktion {\displaystyle \,g\in L^{p}(\Omega ,{\mathcal {A}},\mu )} majorisiert, d. h., für alle {\displaystyle n\in \mathbb {N} } gilt {\displaystyle |f_{n}|\leq g} {\displaystyle \mu }-fast überall.
Dann gilt {\displaystyle f_{n}\in L^{p}(\Omega ,{\mathcal {A}},\mu )} für alle  {\displaystyle n\in \mathbb {N} } und auch {\displaystyle f\in L^{p}(\Omega ,{\mathcal {A}},\mu )} sowie:
Die Folge {\displaystyle \left(f_{n}\right)} konvergiert im p-ten Mittel gegen {\displaystyle f}, d. h.
{\displaystyle \lim _{n\rightarrow \infty }\|f_{n}-f\|_{p}=\lim _{n\rightarrow \infty }\left(\int _{\Omega }|f_{n}-f|^{p}\,d\mu \right)^{1/p}=0}.
Beweisskizze: Anwendung des Originalsatzes auf die Funktionenfolge {\displaystyle h_{n}=|f_{n}-f|^{p}} mit der Majorante {\displaystyle (2g)^{p}}.

## Majorisierte Konvergenz für Zufallsvariablen
Da Zufallsvariablen auch nichts anderes als messbare Funktionen auf besonderen Maßräumen, nämlich den Wahrscheinlichkeitsräumen sind, lässt sich der Satz über die majorisierte Konvergenz auch auf Zufallsvariable anwenden. Hier lassen sich sogar die Voraussetzungen an die Folge abschwächen: Es genügt, dass die Folge in Wahrscheinlichkeit konvergiert anstelle der stärkeren Forderung der punktweisen Konvergenz fast überall:
Sei {\displaystyle (\Omega ,{\mathcal {A}},P)} ein Wahrscheinlichkeitsraum, {\displaystyle p\geq 1} eine reelle Zahl und sei {\displaystyle \left(X_{n}\right)} eine Folge von reellwertigen Zufallsvariablen.
Weiter konvergiere die Folge {\displaystyle \left(X_{n}\right)} in Wahrscheinlichkeit gegen eine Zufallsvariable {\displaystyle X} und die Folge {\displaystyle \left(X_{n}\right)} werde von einer Zufallsvariablen {\displaystyle \,Y\in L^{p}} majorisiert, d. h. für alle {\displaystyle n\in \mathbb {N} } gilt {\displaystyle |X_{n}|\leq Y} {\displaystyle P}-fast überall.
Dann sind alle {\displaystyle X_{n}} und auch {\displaystyle X} in {\displaystyle L^{p}} und es gilt:
Die Folge {\displaystyle \left(X_{n}\right)} konvergiert gegen {\displaystyle X} im Sinne von {\displaystyle L^{p}} und {\displaystyle \lim _{n\rightarrow \infty }\operatorname {E} \left[X_{n}\right]=\operatorname {E} \left[X\right]}.

## Verallgemeinerungen

### Satz von Pratt
Aus dem Satz von Pratt lässt sich eine Verallgemeinerung des Satzes von der majorisierten Konvergenz herleiten, die auf der Basis der Konvergenz lokal nach Maß aufbaut. Der Satz von Pratt ist eine maßtheoretische Variante des Einschnürungssatzes, setzt man alle einschnürenden Funktionen als eine integrierbare Majorante, so erhält man die angesprochene Verallgemeinerung.

### Konvergenzsatz von Vitali
Der Konvergenzsatz von Vitali liefert eine Äquivalenz zwischen der Konvergenz lokal nach Maß, der gleichgradigen Integrierbarkeit und der Konvergenz im p-ten Mittel. Da aber jede punktweise fast überall konvergente Funktionenfolge auch lokal nach Maß konvergent ist, und die Existenz einer integrierbaren Majorante ein hinreichendes Kriterium für die gleichgradige Integrierbarkeit einer Funktionenfolge liefert, ist der Satz der majorisierten Konvergenz sehr ähnlich. Ein Unterschied ist jedoch, dass die Integrierbarkeit der Funktionenfolge gefordert wird.